# ثيلما بيت
وُلدت ثيلما بيت في الثالث والعشرين من أغسطس –آب– عام (1904)، وتُوفيت في السادس والعشرين من يوليو –تموز– عام (1984)، قائدة مُجتمعيّة أسترالية وناشطة نسائيّة.
وُلدت ثيلما في مدينة سيدني، وكانت ابنة لنورويجان أولاف أولسن وزوجته فلورنس بيترس، والتي وُلدت في مالبورن. تزوّجت والدتها بكارل ساندستروم في عام (1912). التحقت بالمدرسة الثانوية للفتايات بسانت فورت قبل تخرجها والتحاقها بجامعة سيدني لدراسة بكالريوس الفنون والآداب عام (1928). دَرّست بعدها في مدرسة مريدين وسافرت للخارج.
تزوّجت جرازير ريتشارد فالكنر هارفي في العشرين من يونيو –حزيران- عام (1934) في كنيسة سانت فيليب الإنجيليّة في سيدني، لتستقر بعد ذلك في مدينته القريبة إيفانو حيثُ انضمت لجمعيّة المرأة الريفيّة. تُوفي زوجها في عام (1946)، وفي العام التالي ترشّحت كمُمثلة عن الحزب الريفي لمقعد دوبّو في انتخابات الولاية. كانت ثيلما هارفي أول امرأة يُقرُّها الحزب الريفي لخوض انتخابات في أستراليا.
تزوّجت كينيث كيركبي، وهو عضو في الهيئة التنفيذيّة للحزب الريفي في الثامن من ديسمبر –كانون الأول– عام (1949) في كنيسة سانت جون الإنجيليّة بدارلينجهيرست. عاش الزوجان في بللاتا قُرب موري لينفصلا في وقت لاحق. استمرت ثيلما في خوض الانتخابات عن الحزب الريفي، لكن لم تُنتخب. مثّلت ويلز الجنوبية الجديدة في المؤتمر العالمي للنساء الريفيّات المُترابطات في تورونتو عام (1953)، حيثُ استمرت كعُضوة نشطة في المُجتمع. عملت كعضوة في لجنة التحرر من الجوع، وكانت أيضًا مُمثلة ويلز الجنوبية الجديدة في لجنة النساء السنويّة الدوليّة بأستراليا لدى جمعية الأمم المُتحدة.
تزوّجت جيف بات في الثاني عشر من يونيو –حزيران– عام (1958)، وهو عضو ليبرالي في مجلس النواب الأسترالي، ومُزارع في تيلبا تيلبا. انفصلا عام (1968). كانت ثيلما أمينة شرفية من عام (1957) إلى عام (1959)، ورئيسة جمعية المرأة الريفيّة من عام (1949) إلى عام (1962)، عندما عُرفت بدعمها الشديد لانضمام نساء الشعوب الأصليّة لهذه الجمعيّة. كانت أمين صندوق المؤسسة لشئون الشعوب الأصليّة عام (1960)، وحصلت على وسام الامبراطوريّة البريطانيّة برتبة قائد عام (1969). تُوفيت في جوردون عام (1984).